# メングリ1世ギレイ
メングリ1世ギレイ（クリミア・タタール語: ۱منكلى كراى, ラテン文字転写: I. Meñli Geray,キリル文字転写: I Менъли Герай 1445年 – 1515年4月17日）は、クリム・ハン国の君主（在位：1467年、1469年 - 1475年、1478年 - 1515年）。

## 生涯
クリム・ハン国の創始者であるハージー1世ギレイの六男。兄のヌール・デヴレトを追放して1467年に即位したが、わずか数ヶ月で戻ってきたヌール・デヴレトによって追い出され、ジェノヴァ領のカッファに逃亡した。その後、貴族の支持を得て都クルク・イェルに進軍し、ヌール・デヴレトを再び追放して1469年1月に復位したが、兄弟たちや貴族による反乱が起こり、1475年3月に兄のハイデルによって再び君主位を追われ、またもカッファに逃亡した。同年、ゲディク・アフメト・パシャ率いるオスマン帝国軍が内紛に介入してカッファを攻略すると捕えられ、イスタンブールに連行された。
イスタンブールにおいてオスマン帝国のクリム・ハン国に対する宗主権を認めさせられたメングリは、1478年春に皇帝メフメト2世によってクリミアに送還されて再び君主位に返り咲いた。その後のメングリ1世は死去するまで30年以上君主位を保ち、クリム・タタール人国家の形成に大いに貢献した。1500年にバフチサライ郊外のサライチュクにジンジルリ・メドレセ（マドラサ）、父ハージー1世の墓廟などを建設した他、ハンサライ内に、イタリア人建築家のアロイジオ・ヌオヴォの設計になるデミル・カプ門を造営させた。
1502年、ドニエプル川下流のユズ（現在のオチャーキウ）に要塞を建設し、カスピ海方面にいた大オルダ最後の君主であったシャイフ・アフマドを破って、ジョチ・ウルスの都であったサライの支配権を獲得した。メングリ1世は「ハーガーン（皇帝）」の称号を名乗り、カスピ＝ヴォルガ流域を支配するタタール系の諸ハン国に対し、自らがジョチ・ウルスの正統を継承する君主であると主張した。
死後、サライチュクにあるテュルベ（霊廟）に葬られた。

## 子女
子にメフメト1世とサヒーブ1世がいる。
以前はハフサ・スルタンの父とされ、スレイマン1世の外祖父と思われていたが、後にこれは誤りと証明された。

## 出典

15世紀半ばのクリミア半島の勢力図